# Bundesstraße 176
Pour les articles homonymes, voir Route 176.
La Bundesstraße 176 est une Bundesstraße des Länder de Saxe, de Saxe-Anhalt et de Thuringe.

## Géographie
La Bundesstraße 176 passe par les grandes villes d'Erfurt et de Leipzig. Le tracé en plan ne correspond pas à une rue de niveau supérieur sur de grandes sections. Dans la région lignitifère d'Allemagne centrale située entre Hohenmölsen et Pegau, il est interrompu par une mine à ciel ouvert.
En 2009, la Bundesstraße 176 est relocalisée dans l'arrondissement d'Unstrut-Hainich entre Bad Langensalza et Straußfurt. Elle traverse le bassin thuringien en direction de Sömmerda. L'ancienne route de Merxleben à Straußfurt est déclassée en L 3176.
Sömmerda est largement soulagée depuis 2009 par un contournement nord, une nouvelle construction du contournement pour compléter le contournement de Sömmerda est actuellement prévue. Depuis 2004, elle est reliée à l'A 71 à l'est de Sömmerda et passe par Kölleda à travers la frontière entre Thuringe et Saxe-Anhalt jusqu'à Bad Bibra (B 250), dont le centre-ville est dégagé du contournement intérieur depuis 2015.
À Freyburg, la rivière est traversée par sa voie de contournement et la B 176 est partiellement à trois voies plus au nord-est. À Leiha, elle rencontre la région d'extraction de lignite d'Allemagne centrale. 
La B 176 est interrompue de Weißenfels à Pegau sur 27 kilomètres. Dans les années 1950, la route est interrompue par la mine de Profen. La voie de contournement de Weissenfels remplace en 1997 le pont du centre-ville de Saale. Le reste est déclassé en Staats-, Land-, Kreis- et Gemeindestraßen. Particulièrement à l'est de la Bundesautobahn 9, elle sert de voie d'accès au nord à Hohenmölsen, qui est entourée de mines à ciel ouvert à l'est.

## Source
- (de) Cet article est partiellement ou en totalité issu de l’article de Wikipédia en allemand intitulé « Bundesstraße 176 » (voir la liste des auteurs).

1. ↑  (de) « Die Bundes- und Reichsstraßen in Deutschland - Nr. 166 bis 327 » [archive du 18 février 2009], sur home.arcor.de (consulté le 16 juillet 2025)